# サンデードラゴンズ
『サンデードラゴンズ』（Sunday Dragons）は、1983年10月2日からCBCテレビで毎週日曜日に放送されている中日ドラゴンズの情報番組。通称『サンドラ』（新聞テレビ欄にも通称名で表記がされている）。

## 概要
現在放送中のドラゴンズ応援番組の中では最長寿番組であり、番組冒頭で「SINCE 1983」とクレジットされている。前身は『木俣達彦の燃えよドラゴンズ』という番組で、1983年4月から半年間放送されていた。当初は30分番組であったが、後に放送枠を1時間に拡大。2003年4月6日からは日曜午前10時台に新設された『ニュースな日曜日』のコーナー枠（約30分）に吸収された。2006年4月2日からは同時間帯にTBS『サンデージャポン』をネットするようになった関係で3年ぶりに番組として独立し、日曜日12:54 - 13:24に放送されている。
2023年までは当番組と野球中継を挟むかたちで、13:24 - 13:54まで30分の後枠が編成されていたが、2024年シーズンより中日ドラゴンズのホームゲームでの日曜日デーゲームの試合開始時間が14時00分から13時30分に変更されたことに伴い、同年4月の番組改編にて後枠は廃枠扱いとなり、野球中継の試合開始時間が13時24分に繰り上がったことで、当番組と野球中継が完全な連続編成となっている。
プロデューサーが変更された2008年途中からは、番組に若干の変更（解説者がゲストの際の簡単なVTRの放送、エンディングの提供クレジット表示中にスタッフロールを流すなど）があった。
この番組は基本的にCBCテレビのみで放送されるローカル番組であるが、2019年11月11日から2020年3月中旬までの期間限定でDAZNでの配信を通して日本全国で視聴できるようになっていた（なお、番組自体はCBCテレビでの本放送から1週間遅れての配信となっていた）。なお、過去にもJ SPORTSを通じて全国放送されていたことがある。
『ゴゴスマ -GO GO!Smile!-』で使われているセットの手前に、サンデードラゴンズ用のセットを組み立てて撮影を行っている。

## 放送時間
- 毎週日曜 12:54 - 13:24
  - TBS他一部系列局では『それSnow Manにやらせて下さい』（13:00 - 13:30）が放送されているが、当局における同番組は2021年5月9日から同年8月8日まで後枠の13:24 - 13:54に遅れネットで放送されていた[2][注 4][注 5]。
- マラソン、駅伝中継などでオフシーズンを中心に、年に数回番組が休止になる時がある。

### 放送時間の変遷
- 日曜 9:00 - 9:30 → 日曜 10:00 - 10:30 → 日曜 10:00 - 10:55 → 日曜 10:00 - 10:40（1983年10月2日 - 2003年3月30日）
- 日曜 10:00 - 11:20（2003年4月6日 - 2006年3月26日『ニュースな日曜日』内で放送）
- 日曜 12:54 - 13:24（2006年4月2日 - 現在）

## 主な番組コーナー
基本的には、シーズン中はその週（前の週の日曜日〜放送前日）のハイライトを中心、シーズンオフはドラゴンズに関連したニュースを中心となっている。

## 過去の番組コーナー

### 優子の野球相談室
小倉優子が野球に関する相談をCBC解説者に相談する。なお、初回の2008年11月30日放送では、小松辰雄に対しブルペンについて質問したが、マウンドを知らなかったため、小松を少々呆れさせていた。コーナーの最後には「疑問解決」というハンコが画面に登場する。他にも当時、選手会長であった荒木雅博の出番も多く、小倉の天然さにもめげずに相手をしていた。2009年度に「今年は中日をずっと応援していた」と言い張る小倉に対し、荒木が尊敬する人物にブランコを挙げたが、小倉は公園のブランコだと思い「人名で言うと?」と尋ねられ、「ブランコ選手です」と返すと小倉は「何処（の球団）の選手ですか？」とまた尋ね、遂には「ウチの4番打者です、ドラゴンズの試合を観てないでしょう?」と荒木が呆れながら突っ込んだ。ちなみに、山内壮馬投手の風貌から付けられた愛称となっている「チャラ内」の"名付け親"は小倉優子で、山内が当コーナーに出演した際に、小倉から｢何か、チャラチャラしてるからチャラ内くんでいい？」と尋ねられたことがきっかけである。

### 水野裕子始球式85キロへの道
水野裕子が中日ドラゴンズ・谷繁元信捕手との約束を番組がバックアップするべく誕生したコーナー。

### 若狭敬一球速135キロへの道
2008年1月6日スタート。若狭敬一がナゴヤドームの試合開始前に行われるスピードボールコンテストの在名局アナウンサー大会で球速135キロを出したら水野裕子と結婚できるという企画。しかし135キロが出なかったため、継続企画として放送された「メガネは踊る」（チアドラゴンズのメンバーとしてナゴヤドームで行われる試合前に踊る）に続く。

### メガネは踊る
「若狭敬一球速135キロへの道」実施前の放送で山田久志がしゃべった何気ない一言から発展したコーナー。詳しくは「2008年の出来事」を参照。

### 新人佐藤アナのやります!
2009年当時CBC新人アナウンサーだった佐藤幹朗が、ドラゴンズ選手にインタビューして一流のアナウンサーになろうという企画。

### DR.K
今週の気持ちがいい奪三振を紹介するコーナー。浅尾拓也が常連人物である。

### 今週のホームラン
今週のドラゴンズ選手が打ったホームランのハイライト映像で紹介するコーナー。ブランコが打ったホームランのみ紹介するコーナーもあった。TBS系列で放送していたドラマ『MR.BRAIN』の便乗企画（DR.Kも同様）。

### 高木チェック
高木守道出演時に放送されるコーナー。選手のプレーVTRを見て「普通」、「ナイス」、「ファインプレー」のいずれかで判定する（但し"ただ横っ飛びで取る事をファインプレーと称賛する傾向にある"事を批判するといった持論の持ち主なので、ファインプレーも高木は「普通」と評することが多い）。

### 今週のブーちゃん
ブーちゃんこと中田亮二選手の今週の活躍を放送する企画。

### 今週の堂上兄弟
兄・堂上剛裕選手、弟・堂上直倫選手の今週の活躍を放送する企画。

### 板東英二のバンドラ
板東英二がドラゴンズに関する都市伝説を語る企画。2011年 - 2012年放送。
| 回数   | トークテーマ                   |
| ------ | ------------------------------ |
| 第1回  | 初代ミスタードラゴンズ西沢道夫 |
| 第2回  | 高木守道の現役時代             |
| 第3回  | ダンディ 近藤貞雄              |
| 第4回  | オールスターの思い出①          |
| 第5回  | オールスターの思い出②          |
| 第6回  | 歴代監督の衝撃エピソード       |
| 第7回  | ジャイアンツ戦の思い出         |
| 第8回  | 王貞治との思い出               |
| 第9回  | 現役時代のリハビリ             |
| 第10回 | ミスター長嶋茂雄との思い出     |
| 第11回 | 燃えよドラゴンズ!の思い出      |
| 第12回 | 高木守道監督のエピソード       |
| 第13回 | 高木守道監督の弱点①            |
| 第14回 | 高木守道監督の弱点②            |
| 第15回 | 伝説のスコアラー               |
| 第16回 | 喰次郎コーチのエピソード       |

### 高木山田対談
月に1度程度シーズン中に行われる高木守道監督と山田久志による対談企画。

### 若狭&木俣の肉体改造大作戦
サンドラの司会若狭敬一と伝説の予想屋木俣達彦が健康な体をめざして奮闘する企画。
| 回数  | 放送日         | 放送内容         | 備考 |
| ----- | -------------- | ---------------- | ---- |
| 第1回 | 2012年11月11日 | 足つぼマッサージ |      |
| 第2回 | 2012年11月25日 | 筋肉トレーニング |      |
| 第3回 | 2013年01月13日 |                  |      |

### おもてなしツアー
毎年オフシーズンに行われるおもてなしツアー。
- 2010年度
- 2011年度
- 2012年度

### サンドラ学力テスト
2013年1月13日、1月20日、1月27日に3週にわたって放送された。
試験結果
| 順位  | 生徒     | 国語 | 数学 | 理科 | 社会 | 英語 | 合計 |
| ----- | -------- | ---- | ---- | ---- | ---- | ---- | ---- |
| 第1位 | 三瀬幸司 | 65   | 90   | 70   | 80   | 60   | 365  |
| 第2位 | 小林正人 | 50   | 80   | 55   | 45   | 60   | 290  |
| 第2位 | 岩田慎司 | 45   | 75   | 70   | 45   | 55   | 290  |
| 第4位 | 浅尾拓也 | 45   | 75   | 55   | 45   | 65   | 285  |
| 第5位 | 高橋聡文 | 30   | 80   | 55   | 50   | 50   | 265  |
| 第6位 | 山井大介 | 40   | 65   | 45   | 40   | 30   | 220  |
| 第7位 | 朝倉健太 | 45   | 35   | 60   | 45   | 25   | 210  |
| 第8位 | 山内壮馬 | 30   | 55   | 40   | 35   | 40   | 200  |

### けさの撮って出し（若ズバ）
14:00からナゴヤドームでデーゲームがある場合、若狭敬一がサンドラ開始前にナゴヤドームで選手などにインタビューをする。

### 山田チェック
山田久志出演時に放送されるコーナー。選手のプレーVTRを見て「普通」、「いいね」、「ファインプレー」のいずれかで判定する。

### デーゲーム直前情報
ナゴヤドームで14:00からデーゲームがある場合、実況アナウンサーかベンチリポートのアナウンサーが直前情報（先発投手）などを伝える。

### 落合英二ブルブルの輪
落合英二とドラゴンズの選手が内輪ネタで馴れ合いのトークをするコーナー。2008年シーズンオフは料理屋で収録した。なお、落合英二が2010年から韓国・三星の投手コーチに就任した事から、同コーナーは、野球シーズンオフの時期を中心に、不定期放送となっている。

### 竜'sweek
先週の試合のハイライトコーナー。

## 出来事

### 1992年
同年に公開されたハリウッド映画『ミスターベースボール』は主人公の元メジャーリーガーが中日ドラゴンズに入団するという設定だったため、本番組も制作協力する形で登場。同映画に出演している高倉健のインタビューも本番組にて放映された。

### 2001年
-10月で伊藤敦基・加藤小百合両アナが降板。メインキャスターにOBの牛島和彦と青木まなを起用し、久野誠アナがご意見番として4年半ぶりに番組復帰。

### 2006年
4月のリニューアル直後はオープニングの後すぐに番組本編へと入ったが、2006年9月頃からはオープニング→提供クレジット読み→CM→番組本編という流れになった（ただし12月31日の放送はオープニング後すぐに番組本編）。
2006年10月15日の放送は祝!セ・リーグ優勝スペシャルとして30分拡大で14:00まで放送（この日は13:00から放送）。
2006年12月31日の放送は「サンデードラゴンズ〜来季は絶対日本一スペシャル!!〜」として14:00まで放送した。井端弘和・渡邉博幸選手がゲスト出演した（渡邉博幸はナゴヤ球場での練習を終了した後、急遽CBCまで直行）。

### 2007年
2007年2月11日の放送は琉球放送の協力で、沖縄県の北谷公園野球場から生放送した。
4月1日は開幕1時間スペシャルを放送した。
4月29日は12:54 - 15:00まで「サンデードラゴンズスペシャル 燃えよドラゴンズ!」としてTBSからの裏送りによる横浜ベイスターズ対中日ドラゴンズ戦を放送した。
10月21日の放送は「祝!日本シリーズ進出スペシャル」として30分拡大で14:00まで放送した（この日は13:00から放送）。
11月4日は日本一記念スペシャルとして36分拡大で14:00まで放送した。
12月23日はアシスタントの占部沙矢香が結婚式の翌日のため、若狭が1人で番組を進行した。
12月30日は年末総集編として14時まで拡大。

### 2008年
- 若狭が130km/hをスピードガンコンテストで出せなかったため、スピードガンコンテストの本番にのぞむ前の番組内での山田久志の一言がきっかけでチアドラゴンズとのパフォーマンスをやることとなり、練習を含めて随時番組内で放送され、本番の日の後涙を流した。

このチアドラ企画の後、横浜スタジアム・スタンドでのチアドラ披露など、若狭と番組のチアドラ企画が切っても切れないものになった。

### 2009年
- 若狭がスピードガンコンテストで130km/hを出せなかったら、小倉優子に自腹でおもてなしをする約束をしたが、6月21日の野球中継の副音声の前にナゴヤドームを案内しただけで達成したことにしたことで、落合英二から反感を買う。なお、その内容は7月5日・12日に放送した。

2009年7月12日祝250盗塁と題して、優子の野球相談室と落合英二ブルブルの輪がコラボして「ブルブルの相談室」を放送した。
2009年7月19日の変化球講座でチェンのチェンジアップはフォークボールみたいだねと落合英二が言ったところ、若狭は「チェンという名前だからじゃないですか?」と言い、落合を薄々納得させたが、若狭は恥ずかしがっていた。
2009年7月20日からナゴヤドームで「サンドラ弁当」を発売することになった。当日は若狭と夏目が51番通路付近で弁当を販売した。
2009年8月9日から佐藤幹朗が参加、主に選手へのインタビューを担当するが、佐藤が元やり投選手だった事にちなみ、当初から「ヤリます!」、「ヤリました!」を自らのキャッチフレーズとして頻繁に使用、後に中日ドラゴンズの選手やファンが持つ応援グッズなどにも多用されることとなった。

### 2010年
佐藤幹朗が若狭の127km/hを超えたら1日キャスターを務められるが、超えなかったらチアドラをやる条件でスピードコンテスト挑戦。129km/hを記録し、4月11日に丹野みどりと1日キャスターを務める。
7月18日放送分で、当番組の初の企画である「サンドラ応援ツアー」の中で、ドラゴンズ劣勢の状況で若狭が2008年に罰ゲームでやっていた「チアドラ」の衣装で雰囲気を盛り上げて勝利祈願したが、勝利にはつながらなかった（その試合は2-3でドラゴンズ惜敗）。

### 2011年
12月6日に名古屋競馬場で、第5レースに個人協賛競走として「小田幸平やりましたーっ!!特別」を開催した。ドラゴンズの選手が個人協賛競走を行ったのはこれが史上初。表彰式には当事者の小田・若狭以外に英智・野本圭・大島洋平の3選手も参加した。この模様はおもてなしツアーの模様と併せて2012年1月29日放送。

### 2012年
12月16日は全日本実業団対抗女子駅伝競走大会中継のため、14:54 - 15:24に繰り下げて放送した。

### 2013年
- 3月31日をもって、アシスタントの夏目が夕方のワイド番組『イッポウ』を担当するため降板。4月7日より、後任には『イッポウ』と並行しながら柳沢が登板。

### 2018年
- この年、これまでドラフト会議にて若狭が1位指名候補として取材していた選手が5年連続で中日に入らず疫病神扱いされることを懸念した番組は1位候補の取材から若狭をはずし、アシスタントの柳沢を充てた。若狭は代わりに滝行をし、1位指名選手の獲得を祈念。当日は局内に"幽閉"し、ドラフトを見守った。その結果、この年のドラフト1位指名の根尾昂を抽選で引き当てることに成功し、以来ドラフト当日の恒例行事に。若狭が「サンドラ」を降板した2024年も、このルーティンは番組を離れて継続されることとなった。

### 2019年
- 3月いっぱいで柳沢が出産のため番組を降板し、4月より新アシスタントに田中優奈が起用されたが6月23日放送を最後に突如番組を降板。次のアシスタントが就任するまでの間、若狭が一人で番組を進行した。同10月6日からは、中途採用の元石川テレビアナウンサー・加藤愛が新アシスタントとして起用され現在に至る。
- 一週間遅れではあるが、2019年11月11日（CBCテレビ11月3日放送分）から2020年3月中旬までの期間限定で当番組がDAZNにて配信されるようになった[1]。

### 2020年
この年に引退し、CBC野球解説者になった吉見一起が12月13日放送回で解説者として初出演。

### 2022年
- 12月25日放送回で、司会の若狭[注 6]が「2023年1月から3月まで育児休職のため、一時番組を離れる」ことを発表[5]。

### 2023年
- 1月より、若狭休職中の代打MCとして中日OBの川上憲伸と吉見一起が登場。1月8日の新年初回は吉見が担当した[5]。その後、1月15日は川上、1月22日は再び吉見が担当した。

- 10月2日、番組放送40周年を記念して『サンデードラゴンズスペシャル　サンドラ40周年ファンブック』が発売された[6]。

### 2024年
- 3月24日の放送で若狭が平日夕方のローカル情報番組『チャント!』のメインキャスターを担当するため降板することを発表。3月31日放送回より光山雄一朗が第6代目MCとして起用された。

## 現在の出演者

### 司会・ナレーション等
- 光山雄一朗（CBCアナウンサー、2024年3月31日 - ） - 第6代メイン司会
- 中村彩賀 (CBCアナウンサー、2025年3月30日 - ) - 第14代アシスタント
- DALE（ナレーション）

### コメンテーター
- 山田久志（CBC野球解説者、日刊スポーツ評論家）
- 牛島和彦（CBC野球解説者、スポーツニッポン評論家）
- 小松辰雄（CBC野球解説者、中日スポーツ評論家）
- 彦野利勝（CBC野球解説者、中日スポーツ評論家）
- 今中慎二（NHK野球解説者、中日スポーツ評論家）
- 岩瀬仁紀（東海テレビ、東海ラジオ、 CBC野球解説者、中日スポーツ評論家）
- 赤星憲広（日本テレビ他解説者、スポーツニッポン評論家）
- 川上憲伸（CBC野球解説者、テレビ朝日野球解説者、中日スポーツ評論家）
- 谷繁元信（フジテレビ、ニッポン放送野球解説者、日刊スポーツ評論家）
- 井端弘和（東海テレビ、東海ラジオ、ニッポン放送野球解説者、中日スポーツ、東京中日スポーツ評論家）
- 吉見一起（CBC野球解説者、中日スポーツ評論家）
- 荒木雅博（CBC野球解説者、中日スポーツ評論家）

### ダイヤモンドナビゲーター
- 宮下純一
- 島田秀平

## 過去の出演者

### メイン司会
牛島以外はCBCアナウンサー（久野、伊藤は当時）
- 初代：久野誠（1983年10月2日 - 1997年3月30日） - その後、ご意見番（コメンテーター[注 7]）として2001年10月7日から2003年3月30日まで4年半ぶりの出演。
- 2代：伊藤敦基（1997年4月6日 - 2001年9月30日） - 久野が病気療養のために1997年春の改編をもって降板・休養に入り、伊藤が代理として司会を担当。その後、正式に2代目の司会者に抜擢される。
- 3代：牛島和彦（2001年10月7日 - 2003年3月30日） - その後も、横浜監督就任時を除いて解説者として出演。
- 4代：宮部和裕（2003年4月6日 - 2006年3月26日） - 『ニュースな日曜日』内包時代に担当。
- 5代：若狭敬一（CBCアナウンサー、2006年4月2日 - 2024年3月24日）

### サブ司会
全てCBCアナウンサー（古木から占部および田中は当時）
- 初代：古木淑恵（1983年10月 -1987年3月）
- 2代：寺嶌しのぶ（1987年4月 - 12月） - 1987年12月、中日の選手だった宇野勝と結婚した[7]。
- 3代：鷲塚美知代（1987年12月 - 1992年3月）
- 4代：瓶子和美（1992年3月 - 1994年3月）
- 5代：阿部恵（1994年4月 - 1996年3月）
- 6代：吉村洋子（1996年4月 - 1999年3月）
- 7代：加藤小百合（1999年4月 - 2001年9月30日）
- 8代：青木まな（2001年10月7日 - 2006年3月26日） - 進行役、2003年4月からは『ニュースな日曜日』サブ司会を兼ねて担当。
- 9代：占部沙矢香（2006年4月2日 - 2007年12月30日）
- 10代：夏目みな美（2008年1月6日 - 2013年3月31日）
- 11代：柳沢彩美（2013年4月7日 - 2019年3月31日）
- 12代：田中優奈（2019年4月7日 - 6月23日）
- 13代：加藤愛（CBCアナウンサー→フリーアナウンサー、2019年10月6日 - 2025年3月23日）

### コメンテーター
- 近藤貞雄（当時CBC野球解説者）
- 木俣達彦（当時CBC野球解説者）
- 落合英二（当時CBC野球解説者、現中日ドラゴンズヘッド兼投手コーチ）
- 佐々木恭介（当時MBS野球解説者）
- 星野仙一（当時CBC客員解説者およびNHK野球解説者）中日監督退任直後の1991年オフから監督復帰直前の1995年オフに不定期出演、2014年11月16日に中日監督時代以来13年ぶりに出演した
- 田淵幸一（当時TBS野球解説者）ダイエー監督退任後の1992年オフ頃から2001年に不定期に出演
- 高木守道（当時CBC野球解説者）
- 森繁和（元中日ドラゴンズ監督）
- 大島康徳（当時NHK野球解説者、東京中日スポーツ評論家）
- 立浪和義（現中日ドラゴンズ監督）
- 森本稀哲（当時フリー野球解説者）

### その他企画等
- 板東英二 - 板東英二のバンドラ
- 小倉優子 - 優子の野球相談室
- 水野裕子（不定期ゲスト）
- 落合英二 - 落合英二ブルブルの輪
- 佐藤幹朗（元CBCアナウンサー）
- 丹野みどり（元CBCアナウンサー）
- 藤田哲由（中日ドラゴンズチーフトレーナー） - 「哲ちゃんのTVマッサー」のコーナーで、視聴者から寄せられた身体の悩みを克服するトレーニング方法を紹介。

### ダイヤモンドナビゲーター
- 寺川綾
- 片岡安祐美

## 書籍
- 『サンデードラゴンズ30周年企画 サンドラのドラゴンズ論』（中日新聞社、2014年3月10日）ISBN 978-4-8062-0666-8
- 『サンデードラゴンズスペシャル サンドラ40周年ファンブック』 （東京ニュース通信社、2023年10月2日）ISBN 978-4-86-701690-9